# Анцеллотти, Теодоро
Теодоро Анцеллотти (итал. Teodoro Anzellotti, Кандела, Фоджа) — итальянский аккордеонист.

## Биография
Учился в Карлсруэ и Троссингене. Преподавал в Берне (с 1987), Дармштадте (с 1992) и Фрайбурге (с 2002).

## Творческие контакты
Выступал со многими оркестрами, играл в ансамбле с Т. Деменгой, Т. Лархером, Марианной Шрёдер и др.

## Репертуар
В репертуаре Анцеллотти — композиторы барокко (Бах, Букстехуде, Гайдн, Фробергер, Фрескобальди, Доменико Скарлатти, Рамо), а также Сезар Франк, Яначек, Кшенек. Особенно известна его яркая характерная трактовка сочинений Эрика Сати. Исполняет произведения современных композиторов, многие из которых написаны персонально для него (Лигети, Куртаг, Кейдж, Штокхаузен, Бруно Мадерна, Берио, Кагель, Губайдулина, Паг-Пан, Холлигер, Шаррино, Брис Позе, Марко Строппа, Беат Фуррер, Маттиас Пинчер, Изабель Мундри, Тосио Хосокава, Хайя Черновин, Виолета Динеску, Ребекка Саундерс, Михаэль Яррелль, Йорг Видман и др.).